# Ralph Juergens
Ralph Juergens (ur. w 1924, zm. 1979) – inżynier i fizyk uważany za twórcę Teorii Elektrycznego Kosmosu, w swojej pracy połączył idee Irvinga Langmuira, Charlesa Bruce'a i Hannesa Alfvéna i badania w zakresie magnetohydrodynamiki oraz fizyki plazmy. Jego prace kontynuuje m.in. pracujący w Niemczech węgierski fizyk László Körtvélyessy, australijski fizyk Wallace Thornhill i Don Scott. 
Jego prace to w szczególności (Kronos Vol. IV No. 4 (Summer 1979), "The Photosphere: Is It the Top or the Bottom of the Phenomenon We Call the Sun?").